# Ếch cây hủi
Ếch cây hủi (danh pháp: Theloderma gordoni) là một loài ếch trong họ Rhacophoridae. Chúng được tìm thấy ở Thái Lan và Việt Nam. Đây là một loài đang bị đe dọa do mất môi trường sống.
Các môi trường sống tự nhiên của chúng là các khu rừng ẩm ướt đất thấp nhiệt đới hoặc cận nhiệt đới, các khu rừng vùng núi ẩm nhiệt đới hoặc cận nhiệt đới, và đầm nước ngọt có nước theo mùa.